# 알렉산드르 루카셴코
알렉산드르 그리고리예비치 루카셴코(벨라루스어: Алякса́ндaр Рыго́равіч Лукашэ́нка 알략산드르 리호라비치 루카셴카, 러시아어: Алекса́ндр Григо́рьевич Лукаше́нко, 문화어: 알렉싼드르 그리고리예비치 루까쉔꼬, 1954년 8월 30일~)는 벨라루스의 정치인으로, 초대 벨라루스 공화국 대통령이다. 루카셴코는 벨라루스의 최장기 집권 대통령이자 유럽의 최장기 집권 현직 대통령이다. 정계에 입문하기 전에는 국영농장(솝호스)의 책임자로 일했으며, 소련군과 소련 국경군에서 복무했다.
루카셴코는 소련이 해체된 이후에도 벨라루스의 주요 산업과 관련한 국가 소유권을 계속 유지했으며, 벨로루시 소비에트 사회주의 공화국 상징에 기반해 논쟁의 여지가 있는 1995년 벨라루스 국민투표에 따라 채택된 소련 시대의 국장과 국기를 벨라루스 공화국의 상징으로 삼았다. 이 국민투표로 루카셴코는 벨라루스 최고 소비에트를 해산할 수 있는 권한을 더 많이 얻었고, 1996년 또 다른 국민투표로 권력을 더욱 공고히 했으며, 러시아어는 벨라루스에서 벨라루스어와 동등한 지위에 놓이게 되었다. 그리고 러시아와 경제 유대가 심화되면서 러시아인들과 벨라루스인들이 양국에서 자유롭게 여행하고 일하고 공부할 수 있게끔하는 연맹국이 탄생했다. 그러나 러시아와는 우유 전쟁과 같은 갈등을 겪으면서 재임 기간 동안 항상 순조로운 관계를 유지하지는 못했다.
루카셴코는 권위주의 정부를 이끌고 있으며, 자신을 "유럽의 마지막 독재자"라고 칭했다. 국제선거감시단은 벨라루스에서 열리는 선거를 자유롭지 못하고 공정하지 못하다고 간주하며, 반정부 세력은 정치적 억압을 당하고 있고 언론의 자유가 보장되고 있지 않다고 말한다. 이는 루카셴코와 기타 벨라루스 공무원들을 향한 국제 제재 부과로 이어졌다. 2020년 벨라루스 대통령 선거에서 논란이 된 루카셴코의 승리로 투표 조작 의혹이 널리 퍼졌고, 이는 루카셴코의 집권 기간 동안 최대 규모로 열린 반정부 시위를 더욱 증폭시켰다. 시위대는 당국의 폭력 색채를 띤 박해에 직면해 있다. 2020년 9월 1일, 유엔 인권 고등판무관 사무소 서명은 450건 이상에 달하는 문서화된 구금자 고문, 부당대우, 성적 학대, 강간 보고를 인용했다. 대선이 끝난 후 영국, 유럽 연합, 미국은 루카셴코는 벨라루스의 적법한 대통령으로 인정하지 않았지만, 러시아, 중화인민공화국, 이란, 아르메니아, 시리아, 베네수엘라, 쿠바를 비롯한 국가에선 루카셴코를 벨라루스 대통령으로 인정하고 있다.

## 생애 초기
루카셴코는 1954년 8월 31일, 벨로루시 소비에트 사회주의 공화국 비쳅스크주 코피스에 위치한 마을에서 태어났다. 루카셴코는 2009년 인터뷰에서 자신의 실제 생일이 8월 31일이며, 아들 니콜라이의 생일과 같다고 말했다. 모든 공식 소식통이 그때까지 루카셴코의 생일은 1954년 8월 30일이라고 언급했기에 이 발언은 약간의 혼란을 일으켰다. 루카셴코의 어머니는 30일 진통으로 병원에 입원했지만 자정이 넘도록 출산하지 못했다는 설명이 뒤따랐다.
루카셴코의 외할아버지 트로힘 이바노비치 루카셴코는 우크라이나 수미주의 쇼스트카 (오늘날 소비체베 마을) 근처에서 태어났다. 루카셴코는 어린 시절 아버지 없이 자랐고, 미혼모가 있다는 이유로 학교 친구들에게 조롱을 당했다. 이 때문에 부칭인 그리고리예비치의 기원은 알려지 있지 않으며, 루카셴코의 아버지가 누구였는지와 관련한 다양한 소문이 있는데, 가장 유명한 설은 이 지역을 지나가던 롬인이었다는 설이다. 루카셴코의 어머니 예카테리나 트로피모브나 루카셴코 (1924년~2015년)는 또 다른 아들을 낳았는데, 그 아들은 알렉산드르의 형이다. 예카테리나는 철도, 건설 현장, 오르샤의 아마 공장, 러시아 국경과 가까운 벨라루스 동부의 작은 마을 알렉산드리아에서 젖 짜는 일을 했다.
루카셴코는 알렉산드리아 중등 학교에 다녔다. 그는 1975년, 마힐료우 사범 대학교 (현재 국립 마힐료우 A. 쿨레쇼프 대학교)에서 4년간 공부하고, 1985년 호르키에 위치한 벨라루스 농업 아카데미를 졸업했다.

### 군 경력
루카셴코는 1975년부터 1977년까지 소련 국경수비대 (국경 부대)에서 복무하면서 그곳에서 브레스트 서부 국경 지역 군부대 2187부대 정치 부서 교관을 지냈다. 1977년부터 1978년까지는 마힐료우에서 전연방 레닌주의 청년 공산주의자 동맹(콤소몰) 지부를 이끌었으며, 1980년부터 1982년까지는 소련군에서 복무하는 동안 마힐료우 지역 군부대의 부사령관을 맡아 정치 업무를 담당했다.

### 군 제대 이후 경력과 정계 입문
1979년, 루카셴코는 소련 공산당에 합류했다. 군 제대 후, 1982년 콜호스(집단농장)의 부의장이 되었고, 1985년에는 슈클로우 지역 고로데츠 국영농장 및 건축자재 공장장으로 승진했다. 1987년에 그는 슈클로우 지역의 고로데츠 국영농장 책임자로 임명되었으며, 1988년 초에는 마힐료우주에서 국영농장에 처음으로 임대 계약을 도입한 여러 사람 가운데 한 사람이 되었다.
1990년, 루카셴코는 벨라루스 공화국 최고평의회의 부의장으로 선출되었다. 웅변 실력으로 반부패 운동가라는 명성을 얻은 루카셴코는 1993년 4월, 벨라루스 의회 반부패 위원회 임시 위원장으로 선출되었다. 1993년 말, 루카셴코는 벨라루스 최고 소비에트 의장인 스타니슬라프 슈시케비치와 뱌체슬라프 케비치 총리를 포함한 고위 정부 관리 70명이 개인적인 목적으로 국가 자금을 훔치고 있다면서 여러 부패 혐의로 기소했다. 혐의는 입증되지 않았지만, 슈시케비치는 이러한 사건이 터진 후 불신임안 표결 여파로 타격을 입어 의장직을 사임했다. 슈시케비치는 1994년 7월까지 의장직을 수행하였다.

## 벨라루스 대통령

### 첫 번째 임기(1994년~2001년)
1994년 초에 제정된 새로운 벨라루스 헌법은 6월 23일과 7월 10일에 열리는 첫 민주주의 대통령 선거의 토대를 마련했다. 포퓰리즘 플랫폼에서 무소속으로 선거 운동을 한 루카셴코를 포함해 후보 6명이 1차 투표에 참여했다. 루카셴코는 뉴욕 타임스와 한 인터뷰에서 "나는 좌파도 우파도 아니다. 그러나 도적질하고 속이는 자들을 대적하는 국민과 함께할 것이다”라고 선언했다. 스타니슬라프 슈슈케비치와 케비치도 대선에 출마했으나, 득표율에서 루카셴코에게 완전히 밀렸다. 루카셴코는 득표율 45.1%를 얻었고, 케비치는 17.4%, 지아논 파즈니아크는 12.9%, 슈세키비치는 다른 두 후보에 이어 10% 미만에 불과한 득표율을 기록했다. 루카셴코는 7월 10일에 득표율 80.1%로 두 번째 선거에서 승리했다. 대통령 취임식은 정확히 대선 10일 뒤인 1994년 7월 20일, 정부 청사에서 거행된 최고평의회 특별회의에서 열렸다. 취임 직후 루카셴코는 모스크바에서 열린 국가두마에서 새로운 슬라브 국가 연합을 제안했으며, 이는 1999년, 러시아 벨라루스 연맹국 창설로 절정에 달했다.
1995년 2월, 루카셴코는 국민투표를 실시할 의사를 밝혔다. 이는 신생 민주 공화국에 벨라루스의 러시아화라는 논쟁의 여지가 있는 문제를 낳았다. 루카셴코는 최고평의회의 반대 여부와 상관없이 국민투표를 추진할 것이며, 국민투표 실시에 동의하지 않을 경우 활동을 중단하겠다고 위협했다. 1995년 4월 11일, 루카셴코가 제안한 4가지 문제와 관련한 국민투표가 의회에서 이루어졌다. 루카셴코가 제안한 4가지 문제는 1) 러시아어에 국어 지위 부여, 2) 국가 상징 변경, 3) 러시아와 경제 통합, 4) 대통령에게 의회 해산권 부여였다. 벨라루스 의회 의원들은 러시아와 경제 통합 문제를 제외한 모든 문제에 거부권을 행사하였는데, 대통령이 독단으로 국민투표를 실시할 법적 권한이 있는지, 그렇다면 법적 구속력이 있는지 여부는 불분명했다. 루카셴코는 의회 의원들의 거부에도 국민투표를 실시할 것이라고 말했다.
이에 항의하여 지아논 파즈니아크가 이끄는 벨라루스 인민 전선 의원 238명 가운데 19명이 올레그 트루사우가 이끄는 벨라루스 사회 민주당 의원들과 의회 회의실에서 단식 투쟁을 시작하고 4월 11일~4월 12일 밤 그곳에 머물렀다. 밤에는 폭탄 위협을 구실로 신원을 알 수 없는 법 집행 요원이 의원들을 공격하고 강제 추방했다. 루카셴코는 보안 차원에서 개인적으로 대피 명령을 내렸다고 말했다. 최고평의회는 4월 13일에 국민투표를 실시하는 것을 승인했고, 1995년 5월, 벨로루시 당국은 4가지 문제와 관련한 국민투표를 실시했다. OSCE 의회는 국민투표와 같은 달에 실시된 1995년 벨라루스 의회 선거가 자유롭고 공정한 선거 조건을 충족하지 못했다고 판단했다.
1996년 여름, 199명으로 구성된 벨라루스 의회 의원들은 위헌 혐의로 루카셴코를 탄핵하려는 청원서에 서명했다. 그 직후 1996년 11월 24일, 국민투표가 실시되어 루카셴코가 문제 4개, 국회의원 집단이 문제 3개를 제기하였다. 문제는 사회 문제 (벨라루스 독립기념일을 7월 3일(1944년 나치 독일에게서 민스크가 해방된 날짜)로 변경, 사형제 폐지)에서 국가 헌법에 이르기까지 다양했다. 국민투표 결과, 루카셴코가 수정한 헌법은 승인되었고 최고 위원회가 수정한 헌법은 무효화되었다. 11월 25일, 유권자 70.5%, 투표율 84%로 수정 헌법 승인이 발표되었다. 그러나 미국과 유럽 연합은 국민투표의 정당성을 인정하지 않았다.
국민투표 후 루카셴코는 자신에게 충성하는 의원들로 채워진 새로운 의회를 소집했다. 10명에서 12명 사이 의원들이 탄핵 청원서에서 서명을 철회한 후, 옛 의회 의원 약 40명만이 남았고 최고평의회는 루카셴코의 명령으로 물러났다. 국제기구와 많은 서유럽 국가들은 현재 벨라루스 의회가 형성된 방식을 고려해 이를 인정하지 않고 있다. 루카셴코는 1997년, 벨라루스 국가 올림픽 위원회 의장으로 선출되었다 1998년 초, 러시아 중앙은행은 벨라루스 루블 거래를 중단하여 통화 가치의 폭락을 초래했다. 루카셴코는 벨라루스 공화국 국립은행을 장악하고 은행 지도부 전체를 해고했으며, 통화 급락과 관련해 서방을 맹비난하였다.
루카셴코는 통화 급락을 공모한 외국 정부를 비난했으며, 1998년 4월, 민스크 근처의 드라즈디 복합 단지에서 대사들을 추방해 다른 건물로 옮겼다. 드라즈디 분쟁은 국제 사회의 반발을 불러 일으켰고, 유럽 연합과 미국은 루카셴코에게 여행 금지 조치를 취했다. 비록 논란이 가라앉은 후 대사들이 결국 본 업무에 복귀했지만, 루카셴코는 서방을 향한 수사학 공격을 강화했다. 루카셴코는 서방 정부가 일본에서 열린 1998년 나가노 동계 올림픽 기간 동안 스포츠를 포함한 모든 부문에서 벨라루스를 약화시키려고 했다고 말했다.
1999년, 코소보 전쟁이 발발하자, 루카셴코는 유고슬라비아 연방 공화국 대통령 슬로보단 밀로셰비치에게 유고슬라비아 연방 공화국이 러시아 벨라루스 연맹국에 가입할 것을 제안했다.

### 두 번째 임기(2001년~2006년)
원래 헌법에 따르면 루카셴코는 1999년에 재선에 도전해야 했다. 그러나 1996년 국민투표로 루카셴코의 임기는 2년 더 연장되었다. 2001년 9월 9일 선거에서 루카셴코는 울라지미르 한차리크, 세르게이 가이두케비치와 대결했다. 선거 운동 기간 동안 루카셴코는 농업 수준, 사회 혜택을 확대하고 벨라루스 산업 생산량을 늘리겠다고 약속했다. 루카셴코는 1차 투표에서 75.65%에 달하는 득표율을 올리면서 승리했다. 유럽 안보 협력 기구(OSCE)는 이 과정이 "국제 표준을 충족하지 못했다"고 말했다. 제인스 인텔리전스 다이제스트(Jane's Intelligence Digest)는 2001년 대통령 선거를 앞두고 벌어진 러시아의 루카셴코 지원 대가는 민스크가 야말-유럽 가스 파이프라인 구획 통제를 포기한 것이라고 추측했다. 루카셴코가 승리를 선언하자 러시아는 루카셴코의 재선을 공개적으로 환영했다. 블라디미르 푸틴 러시아 대통령은 루카셴코에게 전화를 걸어 축하 메시지를 전했다.
2003년 이라크 침공 이후, 미국 정보 기관은 사담 후세인의 보좌관들이 시리아에 있는 동안 벨라루스 여권을 획득했지만 벨라루스가 사담과 그의 두 아들에게 안전한 피난처를 제공할 것 같지 않다고 보고했다. 이러한 움직임은 이라크, 이란과 무기 거래와 더불어 서방 국가 정부가 루카셴코를 향해 더욱 강경한 입장을 취하도록 하였다. 미국은 특히 무기 판매에 분노했고, 미국 정치 지도자들은 점점 벨라루스를 "유럽의 마지막 독재 국가"라고 부르기 시작했다. 유럽 연합은 벨라루스를 경유하는 러시아발 가스 공급 안보를 우려하고 벨라루스 문제에 적극적인 관심을 보였다. 폴란드, 라트비아, 리투아니아가 유럽 연합에 가입하면서 유럽 연합과 벨라루스 간 국경이 1000킬로미터 이상으로 늘어났다.
2004년 9월 7일 TV 연설에서 루카셴코는 대통령 임기 제한을 없애려는 국민투표 계획을 발표했다. 이는 총선과 같은 날인 2004년 10월 17일에 실시되었으며, 공식 결과에 따르면 79.42%에 달하는 유권자가 찬성했다. 이전에는 루카셴코의 임기는 두 번으로 제한되어 있었기에 2006년 대선 이후에는 헌법에 근거해 사임해야 했다. 반대 집단인 유럽 안보 협력 기구, 유럽 연합, 미국 국무부는 해당 투표가 국제 기준에 미치지 못했다고 밝혔다. 벨라루스는 루카셴코 치하에서 경제 성장이라는 성과를 올렸지만, 이러한 성장의 원동력은 시장 가격보다 낮은 가격으로 수입된 뒤 정제되어 다른 유럽 국가에 이윤을 남기고 판매된 러시아 원유 덕분이었다.

### 세 번째 임기(2006년~2010년)
루카셴코가 2005년 선거 재출마를 확정한 후 야당은 단일 후보를 찾기 시작했다. 2005년 10월 16일, 벨로루시와 연대의 날, 정치 단체 주브르와 벨라루스 제3의 길은 모든 야당이 2006년 선거에서 루카셴코에 반대하는 한 후보를 지지하도록 결집할 것을 독려했다. 그들이 선택한 후보자는 알렉산드르 밀린케비치였다. 루카셴카는 반대 시위에 가는 사람은 누구나 오리처럼 목이 잘릴 것이라고 말했다. 2006년 3월 19일 출구 조사에서 루카셴코가 투표 조작과 폭력을 우려하는 야권의 보도에 순조롭게 3선에 성공한 것으로 나타났다. 벨로루시 공화국 청년단은 루카셴코에게 84.2%, 밀린케비치에게 3.1%를 부여했다. 갤럽 조직은 벨라루스 공화국 청년단이 정부 통제를 받고 있으며, 투표소가 오후 8시까지 닫히지 않았음에도 선거 당일 정오 이전에 출구 조사 결과를 발표했다고 밝혔다.
벨라루스 당국은 선거 이후 대규모 시위 (우크라이나의 오렌지 혁명을 촉발한 시위 등)를 방지하겠다고 약속했다. 당국의 노력에도 벨라루스 야권은 몇 년 만에 가장 많은 시위를 벌였으며, 민스크에서는 선거 후 며칠 동안 야간 시위가 계속되었다. 가장 큰 시위는 선거일 밤에 발생했다. AP 통신 기자들은 대략 10,000명이 모인 것으로 추산했다. 러시아가 주도하는 독립 국가 연합과 유럽 안보 협력 기구의 선거 참관인들은 벨로루시 선거와 관련해 의견을 달리했다.
유럽 안보 협력 기구는 2006년 3월 20일, 벨라루스 대통령 선거가 민주 선거를 추구하는 유럽 안보 협력 기구의 약속을 불이행했다고 선언했다. 루카셴코는 벨라루스 국민이 투표함에서 자유롭고 공정하게 자신의 의사를 표현할 수 없도록 국가 권한을 남용했고, 선거 운동 전반에 걸쳐 명백하게 협박과 억압을 일삼았다. 유럽 연합 25개국 정상들은 이번 선거가 근본적으로 결함이 있다고 주장했다. 이와 대조적으로 러시아 외무부 장관은 선거가 있기 오래 전에 유럽 안보 협력 기구의 민주주의 기관과 인권 사무국은 선거가 불법일 것이라고 선언했으며 ,진행 상황과 결과 관련 논평에서 상당히 편향된 해석을 내놓으면서 선동하는 역할을 했다고 선언했다. 루카셴코는 나중에 자신이 선거 결과를 조작했다고 밝혔다. 루카셴코는 대선에서 득표율 93.5%을 확보했지만, 득표율 86%를 발표하도록 정부에 지시했다고 말했다.
드미트리 로고진과 불법 이주 반대 운동을 비롯한 일부 러시아 민족주의자들은 루카셴코가 2008년에 러시아 대통령이 되는 것을 보고 싶다고 말했다. 루카셴코는 러시아 대통령 선거에 출마하지 않을 것이지만, 자신의 건강 상태가 여전히 좋다면 2011년 벨라루스 대통령 선거에 재선을 목표로 출마할 수 있을 것이라고 말했다.
2008년 9월에는 2008년 벨라루스 총선이 열렸다. 루카셴코는 공식 결과에서 야당 의원들이 가용 의석 110석을 얻지 못했지만, 일부 야당 후보의 총선 출마를 허용했다. 유럽 안보 협력 기구 측 감시자들은 결과를 고의로 위조한 여러 사례를 포함하여 결함이 있는 투표라는 의견을 내놓았다. 야당 의원들과 지지자들은 항의 시위를 벌였다. 니즈니노브고로드에 기반을 둔 독립국가연합 측 선거 감시단에 따르면, 서방이 자주 선거 결과를 묵살하고 있으며, 벨라루스에서 열린 선거는 국제 표준을 따랐다고 주장했다. 루카셴코는 나중에 벨라루스에서 야권 세력이 외세의 재정 지원을 받았으며, 이는 필요하지 않았던 것이라고 말했다.
2009년 4월, 루카셴코는 바티칸을 방문해 교황 베네딕토 16세와 회담을 치렀는데, 이 방문은 10년 전 유럽 여행 금지 조치를 받은 이후 그의 첫 서유럽 방문이었다.

### 여섯 번째 임기(2020년~2024년)
2020년 8월 9일, 예비 집계에 따르면 루카셴코는 벨라루스 대통령으로서 6번째 임기에 재선되었다. 미국 국무장관 마이크 폼페이오는 이 선거가 "자유롭지 않고 공정하지도 않았다"고 경고하였다.
2020년 벨라루스 대선에서 광범위한 선거 사기 혐의가 제기되자 벨라루스 전역에서 대규모 시위가 터졌다. 이후 야당 대선 후보 스뱌틀라나 치하노우스카야는 60~70%의 득표율을 얻었다고 주장했고, 벨로루시에서 평화롭고 질서 있는 권력 이양을 촉진하기 위해 조정 위원회를 구성하였다.
2020년 8월 15일, 리투아니아 외무장관 리나스 린케비치우스는 루카셴코를 벨라루스의 "전 대통령"이라고 언급하였다. 루카셴코 대통령이 이끄는 벨라루스 당국이 크렘린 대표들에게 루카셴코가 러시아로 탈출할 가능성을 물었다는 내용, 더 멀리 나아가 루카셴코가 국가 원수 자리에서 사임할 가능성이 있음을 인정했다는 내용도 보도되었다.
2020년 8월 17일, 유럽 의회 의원들은 알렉산드르 루카셴코를 벨라루스의 합법적 대통령으로 인정하지 않으며, 그를 유럽 연합에서 기피 인물로 간주한다는 공동 성명을 발표하였다. 유럽 연합 회원국들은 선거 결과를 인정하지 않기로 합의했고 "8월 9일 선거는 자유롭지도 공정하지도 않았기 때문에 결과를 인정하지 않는다"라는 성명을 발표하였다. 미국, 영국 , 캐나다 정부도 결과를 인정하기를 거부하였다. 8월 22일 인터뷰에서 조셉 보렐은 유럽 연합이 루카셴코를 벨라루스의 합법적 대통령으로 인정하지 않는 것은 니콜라스 마두로를 베네수엘라의 합법적 대통령으로 인정하지 않는 것과 같은 방식이라고 분명히 밝혔다.
2020년 8월 23일, 민스크의 독립 궁전에 있는 루카셴코를 보여주는 영상이 공개되었다. 처음 두 영상에서 루카셴코는 헬리콥터 근처를 걷고, 방탄 조끼를 입고 돌격 소총 (아마도 AK-47)을 든 채 궁전 주변을 걷는 모습이 보였다. 루카셴코의 15세 아들 니콜라이는 군복을 입고 총을 든 채 그와 함께 있는 모습이 포착되었다.
세 번째 영상에서 루카셴코가 헬리콥터에서 시위대를 조사하는 모습이 포착되었고, 시위대를 언급하는 듯한 "쥐들이 어떻게 도망쳤는가"라고 말하는 모습이 들렸다. 네 번째 영상에서 루카셴코는 화단에서 벨라루스의 옛 국기를 치우고, 경비원에게 손을 흔들며 시위대를 언급하며 "우리가 그들을 처리할 것이다"라고 말하는 모습이 포착되었다. 8월 30일, 독립궁은 다시 시위의 현장이 되었고, 이날 알렉산더 루카셴코의 행방과 관련한 질문을 받았을 때, 루카셴코의 홍보팀은 그가 독립궁 경내를 총을 들고 걸어다니는 날짜가 없는 사진을 공개하였다.
2020년 9월 23일, 루카셴코는 초대 손님 700명이 참석한 독립 궁전에서 열린 취임식에서 공식적으로 6선 대통령으로 취임하였다.
2020년 11월 27일, 루카셴코는 벨로루시의 새 헌법이 채택되면 사임하겠다고 발표하였다.
그해 12월 국제올림픽위원회 집행위원회는 벨로루시 올림픽위원회의 모든 위원을 별도의 통지가 있을 때까지 모든 IOC 행사에서 제외하기로 결정했으며, 특히 1997년 위원장으로 선출된 루카셴코를 표적으로 삼았다.
2021년 4월 17일, 러시아 연방보안국은 루카셴코를 축출하려는 군사 쿠데타 및 암살 시도 의혹을 폭로하였다. 러시아는 또한 루카셴코의 살인을 막았다고 밝혔다. 루카셴코의 요청으로 구금된 두 용의자는 알렉산드르 페두타와 유라스 즈반코비치였다. 둘 다 루카셴코를 비판한 인물들이었으며, 유라스는 벨라루스가 이중 국적을 인정하지 않음에도 불구하고 미국-벨라루스 이중 국적자인 것으로 드러났다.
2021년 4월 24일, 루카셴코는 비상 권력 이양을 수정하는 법령에 서명할 것이라고 발표했다. "나는 벨라루스의 권력이 어떻게 설정될 것인지에 대한 법령에 서명할 것이다. 대통령이 총에 맞으면 안보 위원회가 권력을 잡을 것이다." 루카셴코는 안보 위원회의 수장이지만, 그의 장남인 빅토르 루카셴코는 비공식적인 지도자로 여겨진다. 이러한 움직임은 루카셴코의 아들에게 권한을 부여하여 다음 선거에서 루카셴코를 계승할 완벽한 위치에 있도록 하는 것으로 여겨졌다. 벨라루스의 현행법에 따르면, 총리는 대통령이 공석이 되면 대통령 권한을 맡지만, 루카셴코는 총리는 명목상의 지도자가 될 뿐이고 모든 결정은 20명으로 구성된 안보 위원회에서 비밀 투표로 내릴 것이라고 말했다.
2021년 5월 5일, 독일의 벨라루스인들은 루카셴코를 상대로 '국가 고문'과 '인도에 반한 범죄'에 대한 법적 불만을 제기했다. 이 제기로 루카셴코는 독일에 입국하면 재판을 받을 위험이 있고, 유죄 판결을 받고 독일에 입국하면 법원에서 내리는 처벌에 직면하게 되었다. 루카셴코는 독일이 자신을 비판할 입장이 아니라고 답하며 독일 정부를 "파시즘의 상속자들"이라고 불렀다.
2021년 5월 9일, 루카셴코는 2021년 4월 24일에 발표된 "주권과 헌법 질서의 보호에 관하여"라는 제목의 법령에 서명했다. 이 비상사태 법령은 대통령이 직무를 수행할 수 없는 경우 계엄령이 즉시 선포되고 대통령의 권한은 루카셴코의 강력한 동맹으로 구성된 것으로 널리 알려진 안전보장위원회로 이전된다고 명시하고 있다.
2023년 6월 24일, 루카셴코는 블라디미르 푸틴의 동의 하에 예브게니 프리고진과 협상하여 바그너 그룹의 반란을 종식시켰다고 말했다. 루카셴코는 바그너에게 벨라루스에 입국하려 하면 벌레처럼 짓밟힐 것이라고 말했고, 푸틴은 세르게이 쇼이구 국방장관을 포함한 최고 장군들을 제거하는 데 결코 동의하지 않을 것이라고 경고하였다.  그는 벨라루스에 바그너 요원들이 들어올 수 있도록 수용하겠다고 약속하였으며, 푸틴이 반란 이후 바그너 그룹을 파괴하기를 원하고 푸틴이 그룹의 몰락을 실현하는 것을 막았다고 주장하였다. 이런 위기 속에서 루카셴코의 통치는 국제 무대에서 그의 영향력을 높였다.

### 일곱 번째 임기(2025년~)
2025년 1월 26일에 치러진 대통령 선거에서 86.82% 득표율로 7선에 성공하였다. 이전 선거와 다르게 이번 선거는 매우 순조롭게 진행된 점에 주목이 되었다. 3월 25일 대통령 선거 결과에 따른 취임식을 거행하였다.

### 국내 정책
루카셴코는 자신을 "국민의 사람"으로 선전한다. 루카셴코는 집권했을 때 벨라루스를 재건하기를 원했으며, 경제는 쇠퇴하는 산업과 벨라루스 상품 수요 부족으로 일어난 여파로 자유 낙하했다. 루카셴코는 정부 통제 하에 많은 산업을 유지했으며, 2001년에는 시민들의 사회 복지를 개선하고 벨라루스를 강력하고 번영하는 국가로 만들겠다는 의사를 밝혔다.
1994년, 루카셴코의 집권과 동시에 러시아 제국과 소련 시대에 추진된 러시아화 정책이 재개되었다.
1996년 11월, 국민투표 이후 루카셴코는 사실상 국가의 모든 통치권을 장악했다. 벨라루스 헌법에 따르면, 벨라루스 하원이 총리 후보를 두 번이나 부결하면 해산할 수 있으나, 루카셴코의 결정은 일반 법률보다 더 큰 비중을 차지한다. 루카셴코는 또한 정부 지출을 거의 완전히 통제한다. 벨라루스 하원은 루카셴코의 허가가 있어야만 지출을 늘리거나 줄일 수 있다. 그러나 입법부는 어떤 경우에도 루카셴코 지지자들이 지배하며, 대통령의 결정을 향한 실질적인 반대는 없다. 실제로 벨라루스 하원의 모든 의석은 2004년 이후 한 임기를 제외하고는 모두 친루카셴코 의원이 차지했다. 루카셴코는 또한 벨라루스 상원 및 벨라루스 공화국 평의회 의원 8명, 거의 모든 판사를 임명한다.

#### 경제
루카셴코의 초기 경제 정책은 과두제 구조 수립과 대량 실업과 같은 소련 해체 이후 생긴 여러 국가에서 발생한 문제를 방지하는 것을 목표로 했다. 2011년 말, 벨라루스의 실업률은 인구의 0.6% (노동 적격 인구 6.86백만명 가운데)로, 1995년 실업률 2.9% (노동 적격 인구 5.24백만명) 에 비해 개선되었으며, 국민 총소득은 1993년 1,423달러에서 2011년 말 5,830달러로 증가했다.
루카셴코가 재임 기간 동안 직면한 주요 경제 문제 가운데 하나는 벨로루시 루블의 가치였다. 한동안 벨로루시 루블의 안정성을 유지하려고 유로, 미국 달러, 러시아 루블과 같은 주요 외화에 환율이 고정되었다. 그러나 벨라루스 통화는 여러 차례 평가 절하를 겪었고, 세계은행에 따르면 2011년에 벌어진 평가 절하는 지난 20년 동안 사상 최대 규모였다.
야권 집단 주브르를 포함한 일부 비평가들은 루카시즘이라는 용어를 사용하면서 루카셴코가 벨라루스에서 구현한 정치, 경제 체계를 언급한다. 이 용어는 또한 벨라루스의 특정 집단에서 루카셴코의 개성과 소련 시대 향수와 개인숭배를 기반으로 한 권위주의 이데올로기를 지칭하려고 더 광범위하게 사용된다. 미국 의회는 2004년, 벨라루스 민주주의법을 통과시켜 루카셴코 정부에 제재를 가하고 야당에 재정 및 기타 지원을 제공함으로써 야당을 지원하려고 했다. 루카셴코 지지자들은 루카셴코의 통치 덕분에 벨라루스가 다른 많은 소련에서 독립한 공화국들이 겪은 혼란을 피해갈 수 있었다고 주장한다.
루카셴코는 자신을 향한 비판에 이렇게 말했다. "나는 이러한 비난을 10년 넘게 들어왔고, 우리는 그것에 익숙해졌다. 우리는 그것에 대답하지 않을 것이다. 나는 우리 국가의 주인이 벨라루스 사람들이라고 확신한다."

### 정치 탄압
1999년, 벨라루스 야권 지도자인 유리 자차란카, 빅타르 한차르, 한차르의 비즈니스 동료 아나톨 크라소우스키가 실종되었다. 한차르와 크라소우스키는 루카셴코가 보안기관 최고위자에게 반대파 쓰레기를 단속하라고 명령한 국영 텔레비전 방송이 있던 날 실종되었다. 벨라루스 공화국 국가안전보장이사회가 이들을 상시 감시했지만, 공식 조사에서 사건을 해결할 수 없다고 발표했다. 2000년, 언론인 즈미트리 자바즈키 실종 사건과 관련한 조사에서도 아무런 결과가 나오지 않았다. 한편, 벨라루스 고위 인사들이 실종 사건과 연계되어 있다는 유럽 평의회 의회 보고서 사본이 압수됐다.
2004년 9월, 유럽 연합과 미국은 자차란카의 납치에 연루된 것으로 의심되는 벨로루시 인사 5명 (블라디미르 나우모프 내무부 장관, 빅토르 셰이만 검찰총장, 스포츠 관광부 장관 유리 시바코프, 벨라루스 내무부 소속 드미트리 파블류첸코)에게 여행 금지령을 발표했다.
2019년 12월, 도이체벨레는 벨라루스 내무부 특별 부대의 전 일원이었던 유리 가랍스키가 자신의 부대가 자차란카를 체포, 납치하고 살해했으며, 나중에 한차르와 크라소우스키에게도 같은 짓을 했다는 발언 내용을 담은 다큐멘터리 영화를 공개했다.

### 대외 정책

#### 기타
1997년에는 대한민국을 방문해서 김영삼 대통령과 대한민국-벨라루스 정상 회담을 치르기도 했다.

## 비판

### 여론 조작
벨라루스에서는 독립 설문조사가 엄격하게 제한되고 있다. 설문조사는 정부가 독점하고 있으며, 정부는 설문조사를 발표하지 않거나 선전 목적으로 활용하고 있다. 유출된 내부 여론 조사에 따르면, 벨라루스 인구의 3분의 1이 루카셴코를 신뢰했다. 벨로루시에서 마지막으로 신뢰할 수 있는 공공 여론 조사는 약 30%가 루카셴코를 지지한 2016년 여론 조사였다. 루카셴코의 지지자들은 루카셴코를 바치카 (бацька, 아버지)라고 부른다.
2020년~2021년 벨라루스 시위 기간 동안 반정부 세력은 벨라루스 인구의 3%만이 루카셴코를 지지한다고 믿었기에 그를 "사샤 3%"라고 부르기 시작했다. 이 용어는 이후 티셔츠와 포스터에 등장해 벨로루시 반정부 세력 내에서 인기 있는 밈이 되었다. 반정부 세력은 루카셴코를 콧수염 바퀴벌레가 참새에게 먹히기 전 다른 공물에게 공포 통치를 가하는 시 괴물 바퀴벌레와 연관지어 그를 타라카니셰 (Тараканище, 바퀴벌레)라고 부르기도 했다.

### 부패 혐의
폴란드에 기반을 둔 야권 집단 NEXTA가 제작한 영화는 루카셴코가 주택과 자동차에 유럽 연합 자금을 남용했다고 비난했다. 이 영화는 텔레그램과 유튜브에 업로드되어 600만회가 넘는 조회수를 기록했다. 루카셴코는 영화를 직접 언급하지는 않았지만, 2021년 3월 공장 방문에서 반정부 세력이 국가를 불안정한 상태로 몰고 가려고 가짜 이야기를 창작하고 있다고 주장했다. 루카셴코는 "나는 당신이 이해하기를 바랍니다. 나는 25년 동안 대통령으로 일해 왔으며, 그들이 말하는 것처럼 이미 수십억 또는 궁전이 있었다면 나는 이미 모든 면에서 산산조각이 났을 것이다."라고 말했다. 유럽 연합 인사들도 이러한 의혹을 "추측"이라고 일축했다.

## 기타
루카셴코는 자신을 "정통 무신론자"라고 표현하면서 대통령은 보수적인 사람이어야 하며, 아이패드나 아이폰과 같은 현대 전자 기술을 사용하지 않아야 한다고 말했다. 그는 아코디언과 유사한 바얀을 연주하곤 했으며, 움카라는 스피츠를 애완견으로 키우고 있다.
그리고 루카셴코는 2012년 3월 4일, 당시 독일의 외무장관이었던 기도 베스터벨레에게 "게이보다 독재자가 낫지." 라고 말하며 조롱했다.